# Lacchiarella
Lacchiarella (Laciarèla in dialetto milanese) è un comune italiano di 9 138 abitanti della città metropolitana di Milano in Lombardia, situato a sud del capoluogo regionale.

## Origini del nome
Il nome Lacchiarella, in lombardo Laciarèla, significa "piccola latteria" e tale definizione deve essere attribuita alla produzione di latte della zona. Secondo una più recente teoria, d'altro canto, in analogia con numerosi altri toponimi dell'Italia Longobarda su base lagar (accampamento, postazione), Lacchiarella deve il suo nome all'acquartieramento dei Longobardi in quella località strategica, posta a metà strada lungo l'antico tracciato viario tra Milano e Pavia.

## Storia
Il comune di Lacchiarella è situato a sud di Milano nella zona bassa della pianura padana. Da Cascina Decima, moderna corte lombarda di Lacchiarella, passava la strada romana che collegava Mediolanum con Ticinum (Pavia). Il suo nome deriva da Ad Decimum, che ricorda la sua distanza in miglia da Mediolanum.
Il paese, che ha sicuramente origini romane, sorse e si sviluppò in seguito alla bonifica della pianura. Dall'anno 400 d.C. Lacchiarella subì le disastrose invasioni barbariche: dagli Unni ai Goti e dai Longobardi ai Franchi e agli Ungari che, nell'898, la saccheggiarono e distrussero con razzie di ogni genere. In seguito al reiterarsi di queste scorrerie, i milanesi eressero il castello di Lacchiarella con la rocca, le torri e il fossato e ne mantennero il presidio fino al 1275; successivamente, per ridurre costi insostenibili, molti castelli dovettero essere smantellati e questa sorte toccò anche a quello di Lacchiarella.
Nel XIII secolo Matteo Visconti, signore di Milano, realizzò nuove opere di fortificazione e fece ricostruire soltanto la rocca, attuale sede del Consiglio Comunale. Nel 1630, la terribile peste, mirabilmente descritta dal Manzoni nei Promessi Sposi, mieté molte vittime anche a Lacchiarella ma, passata l'epidemia, la vita riprese con fervore e il paese divenne un prestigioso centro di scambi del vasto territorio circostante. Nel 1786 il comune di Lacchiarella fu inserito nella provincia di Pavia.
Nel periodo risorgimentale numerosi cittadini di Lacchiarella si distinsero per il loro valore. Ricordiamo: Gaetano Tibaldi alla difesa di Venezia nel 1849, il tredicenne Giambattista Vigo alla difesa di Roma nel 1849 e i fratelli Federico (uno dei Mille di Giuseppe Garibaldi) ed Erminio Tessera.
A testimonianza delle antiche origini di Lacchiarella restano anche le chiese del paese. L'Oratorio di San Martino, dedicato al santo vescovo di Tours e realizzato nel XVI secolo. Distrutto e ricostruito più volte, fu fatto restaurare nel 1958 da mons. Felice Falcetti e oggi si possono ammirare le porte in bronzo, da lui commissionate, con bassorilievi raffiguranti alcuni episodi della vita del santo e i preziosi affreschi. La chiesa principale di Lacchiarella è dedicata a Santa Maria Assunta. Eretta nel 1430 fu poi demolita nel 1600 e su quella stessa area fu ricostruita. Venne consacrata il 17 aprile 1603 dal cardinale Federico Borromeo divenendo parrocchia prepositurale a seguito della soppressione della pieve di Decimo. In essa fu collocata la bellissima immagine della Madonna, tuttora oggetto di venerazione.
Storicamente importante è l'Oratorio di San Rocco, con il suo prezioso patrimonio artistico, voluto nel 1565 da San Carlo Borromeo per la confraternita dei Disciplini fondata da lui stesso e posta sotto la protezione di san Michele. Fervente la pietà popolare nel paese: infatti erano numerose le confraternite storicamente presenti: la Confraternita del Suffragio, il Terz'ordine francescano, la Confraternita del Santo Rosario e infine la Confraternita del Santissimo Sacramento ancora presente.
Negli ultimi decenni Lacchiarella si è notevolmente sviluppata, mutando la sua fisionomia di paese prettamente agricolo in centro industriale, progredendo nel commercio e nell'artigianato.

### Simboli
Lo stemma è liberamente utilizzato dal comune anche se privo di formale decreto di concessione. 
La torre ricorda l'antico castello visconteo che occupa il centro dell'abitato. La figura del leone che tiene con le sue branche un ramo di cotogno è tratta, con qualche lieve variazione, dallo stemma della famiglia  degli Sforza di Milano che furono fra i primi feudatari di Lacchiarella.
Il gonfalone è un drappo di giallo.

## Monumenti e luoghi d'interesse

### Rocca
L'origine della Rocca è molto antica, risale circa alla metà del X secolo, nel periodo delle invasioni degli Ungari o Magiari. La Rocca era affiancata da un castello e da una bicocca. Lacchiarella era un paese agricolo autosufficiente e aveva nella Rocca, con il suo ponte levatoio, le torri merlate ed il fossato intorno, un baluardo essenziale per la sua difesa. La Rocca vide numerose guerre dopo l'anno 1000 tra milanesi e pavesi per il possesso del territorio (famosa la battaglia di Campomorto e la distruzione della Pieve di Decimo) fino al definitivo dominio di Milano.
La storia della Rocca è strettamente collegata alle vicende del territorio milanese nel periodo, dal XIII al XV secolo, in cui fu dominato prima dai Della Torre o Torriani, poi dai Visconti ed in ultimo dagli Sforza. La Rocca ebbe quindi molteplici passaggi di proprietà, legati alle vicende delle varie famiglie nobiliari che ne sono venute in possesso. Infine nel 1837 Giuseppe Antonio Beretta acquisì all'asta la proprietà con annesse alcune case e poderi. Avviò vari lavori che cambiarono la fisionomia dell'edificio e la sua destinazione, che sino ad allora aveva mantenuto una funzione pubblica.
Nel gennaio 1911 avvenne la cessione alla Cooperativa tra operai e contadini di Lacchiarella, che avviò importanti lavori che si conclusero nel 1919. Con l'avvento del fascismo la cooperativa prese il nome di “Dopolavoro per operai e contadini fascisti”, fino a che nel 1945 rinacque la cooperativa con la vecchia denominazione e diede avvio a nuovi lavori di ristrutturazione. Fino alla metà degli anni sessanta la Rocca era un centro vitale per le attività che si svolgevano in paese, ed anche feste, balli e attività ricreative che coinvolgono tutta la comunità ciarlasca. Nei saloni sottostanti vi era la sede della cooperativa di consumo con annesso spaccio e bar.
Nel 1968, per salvare la Rocca dalle difficoltà finanziarie, subentrò la società “La nostra Rocca”, di ispirazione cattolica, che elaborò
diverse ipotesi di ristrutturazione e nel frattempo concesse l'immobile sia a privati, per attività commerciali, che ad associazioni locali (Acli, Avis, Avisella…).
La Rocca manifestava i segni del tempo trascorso e necessitava di significativi interventi di manutenzione che avrebbero richiesto notevoli risorse, impensabili per la società proprietaria. Dal 1992 l'amministrazione comunale manifestò l'interesse all'acquisto dell'immobile e dopo una laboriosa trattativa e varie vicende durate alcuni anni entrò finalmente in possesso dell'immobile e cominciò ad elaborare il progetto di recupero, per riportarlo all'antico splendore e per dare una sede definitiva e prestigiosa al Consiglio comunale. I lavori di ristrutturazione e recupero sono iniziati nel 1999 e si sono conclusi definitivamente agli inizi del 2003.
Nella Rocca è ospitata la Biblioteca comunale al piano seminterrato; al piano rialzato la Sala Consiliare, una sala a volta destinata alla celebrazione dei matrimoni civili e la sede della Pro Loco. Al primo e al secondo piano sono stati realizzati uffici e a sale riunioni, utilizzati dal 2014 come sede di parte degli uffici comunali.

### Architetture religiose
- Chiesa prepositurale di Santa Maria Assunta
- Chiesa parrocchiale dei Santi Donato e Carpoforo
- Chiesa ex parrocchiale dei Santi Pietro e Paolo
- Chiesa di San Rocco
- Chiesa di San Martino
- Oratorio di San Giuseppe
- Asilo di San Carlo Borromeo
- Monastero copto ortodosso Anba Shenuda

## Società

### Evoluzione demografica
- 1 370 nel 1751
- 1 376 nel 1771
- 1 640 nel 1805
- 1 728 nel 1809
- 2 415 nel 1811 dopo temporanea annessione di Casirate e Mettone
- 2 700 nel 1853 dopo definitiva annessione di Villamaggiore nel 1842
- 2 896 nel 1861
- 3 809 nel 1871 dopo definitiva annessione di Casirate e Mettone nel 1869

Abitanti censiti

### Tradizioni e folclore

#### Autunno Ciarlasco - Palio dell'oca
Lacchiarella fin dai tempi antichi era nota per l'allevamento delle oche. Nel 1833, in una descrizione del paese, Cesare Cantù descriveva Lacchiarella come "paese famoso per le sue oche".
A partire dal 1977 i ciarlaschi, ispirandosi ai giochi tradizionali del 15 e 16 agosto, allora festa patronale e del paese, si sfidano per contendersi il Palio dell'Oca. La disfida si svolge nelle prime tre domeniche di autunno, l'ultima di settembre e le prime due di ottobre, da ciò la manifestazione prende anche il nome di Autunno Ciarlasco. I cantoni che si contendono il Palio sono sette e i loro nomi derivano dall'antica toponomastica del paese.
I sette cantoni partecipanti al Palio sono:
- Betula
- Municipin
- Piaseou
- Piss
- Prà Vedar
- Punt da Lègn
- San Ruchin

Nel corso dell'autunno Ciarlasco si svolgono giochi di abilità, velocità e tecnica oltre che danze e varie esibizioni. Tra le tradizionali prove, la cosiddetta corsa delle oche.

## Geografia antropica
Secondo l'ISTAT, il territorio comunale comprende il centro abitato di Lacchiarella, le frazioni di Casirate Olona, Mettone e Villamaggiore, e le località di Cascina Birolo, Centenara e Concorezzo.

## Infrastrutture e trasporti
Nel territorio comunale di Lacchiarella si trova la stazione di Villamaggiore, nella frazione omonima, posta lungo la ferrovia Milano-Genova, a servizio di Lacchiarella e della vicina Siziano, servita dalla linea S13 del servizio suburbano di Milano.
La stazione è stata usata come set dell'episodio 2x03 Quattro assi per una rapina de "I misteri di Cascina Vianello", mentre il vecchio passaggio a livello, ora non più visibile, di una scena del film Tutti gli uomini del deficiente.

### Autunno Ciarlasco

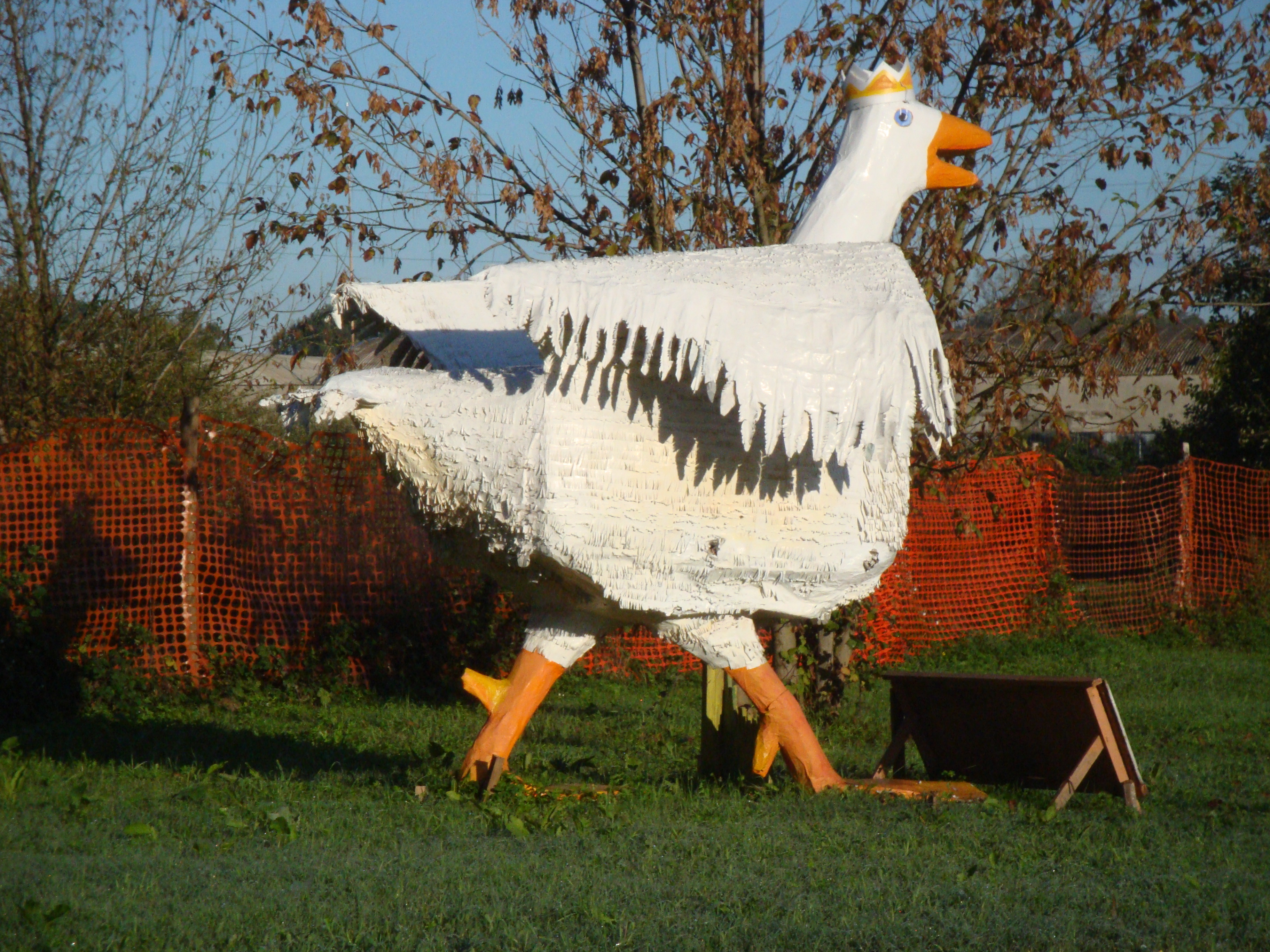
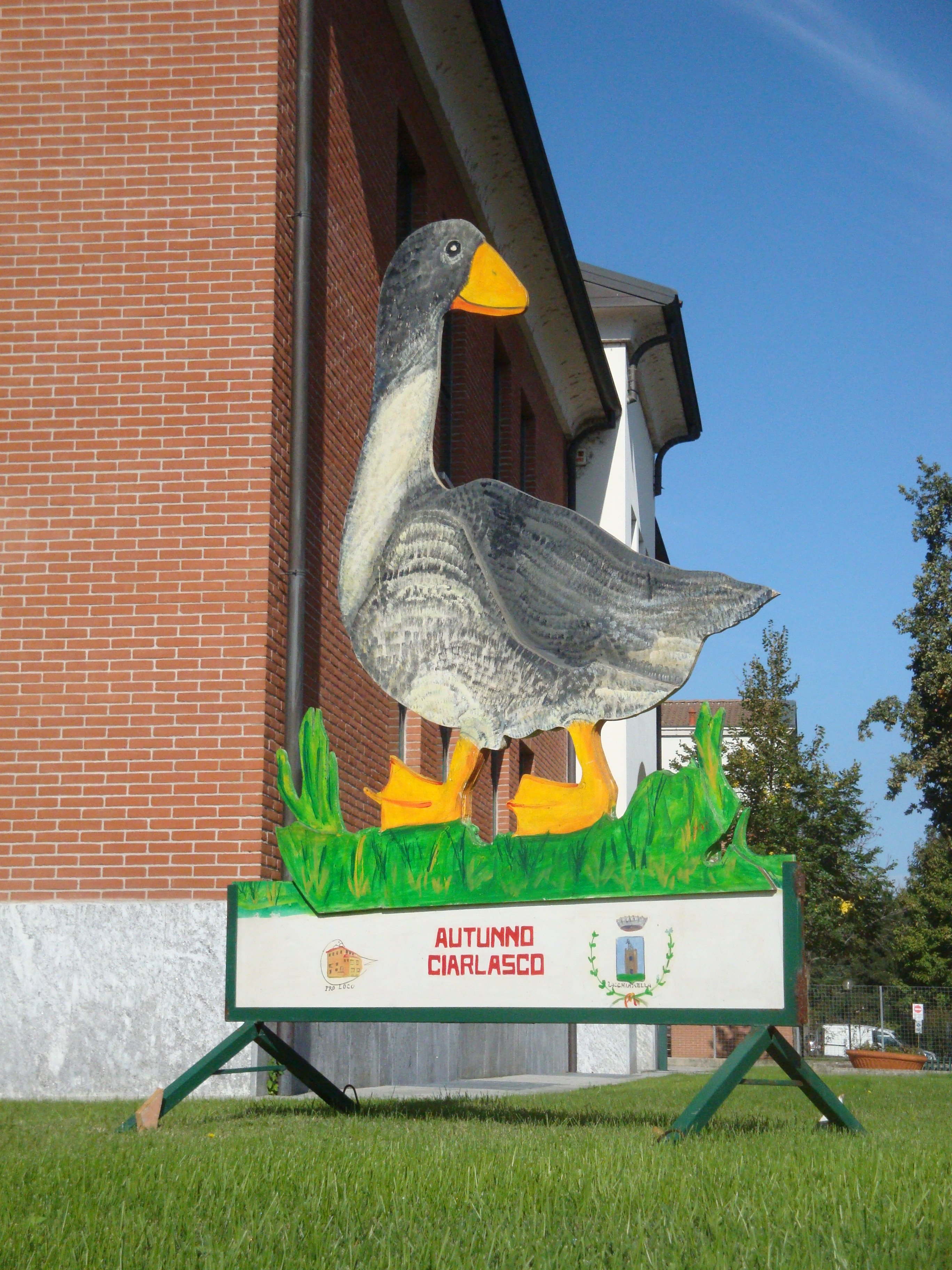
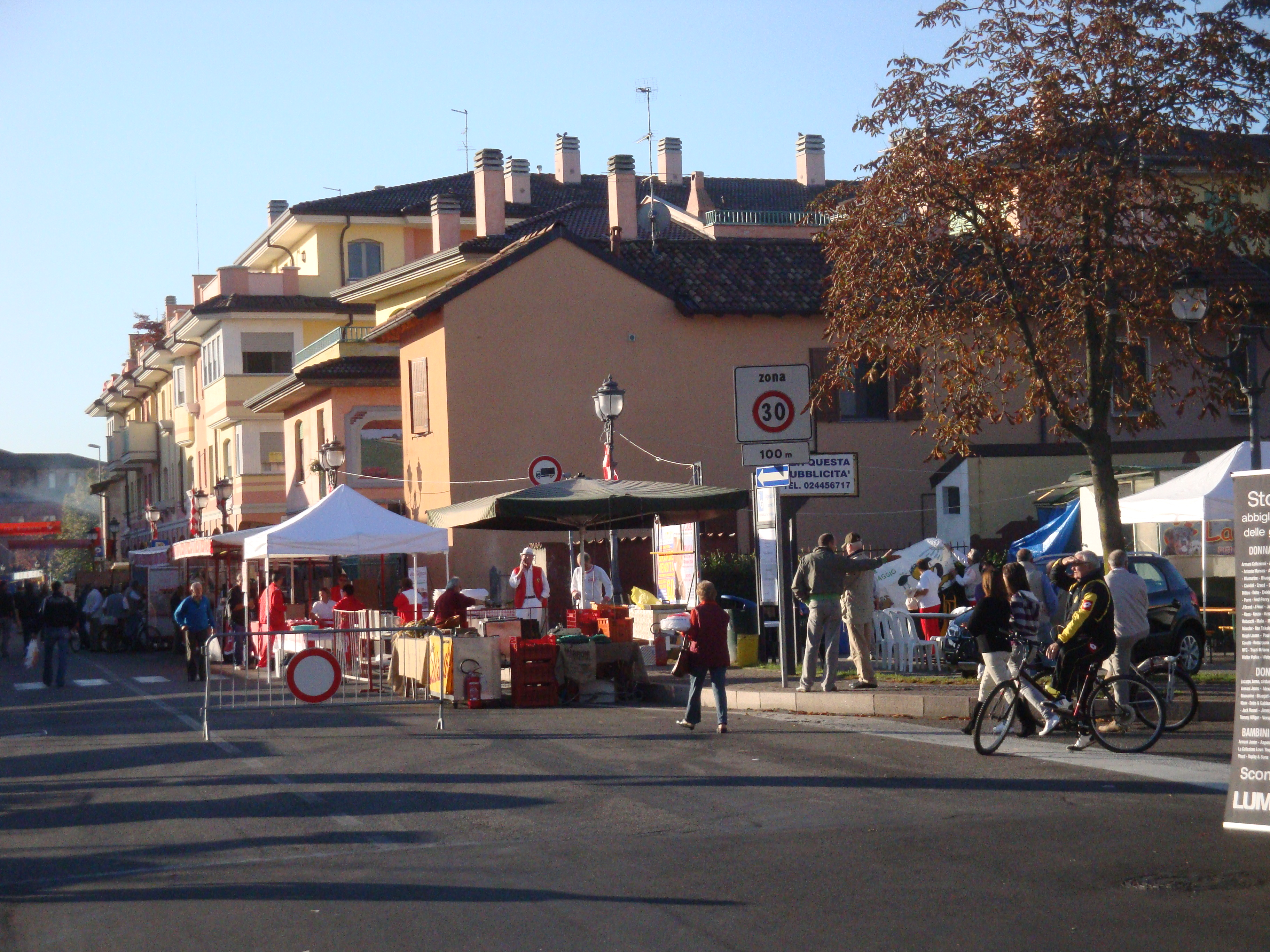
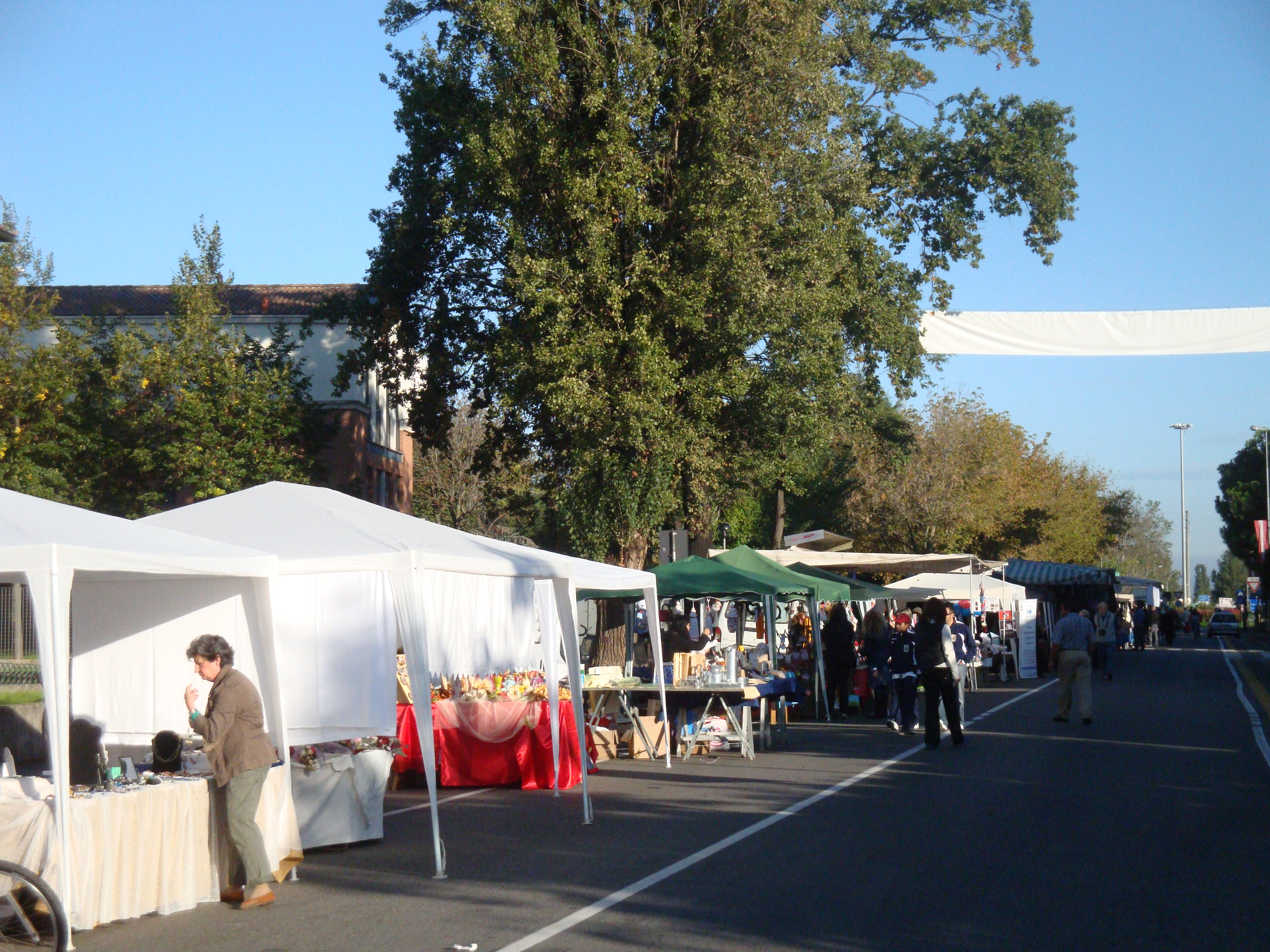
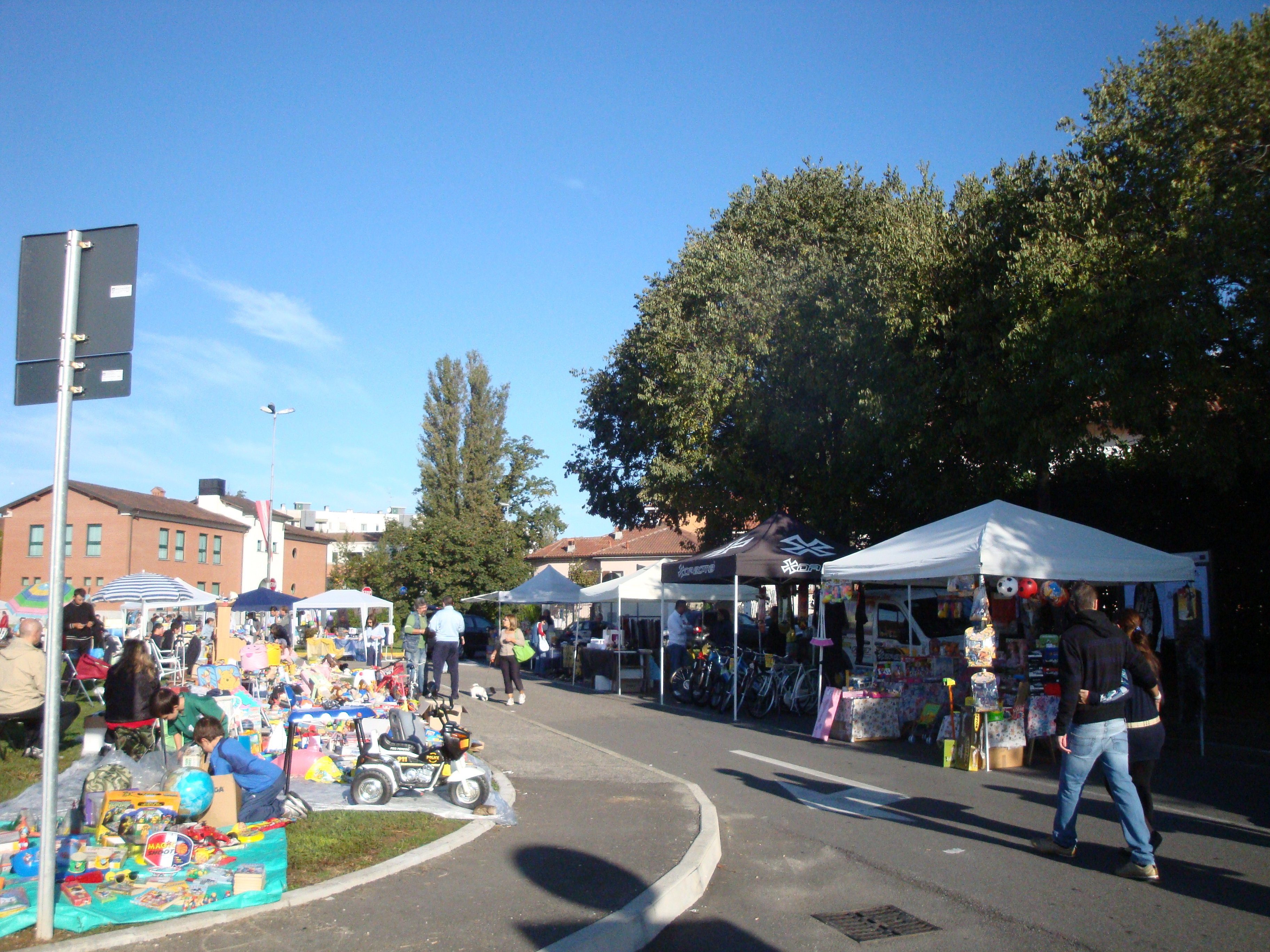
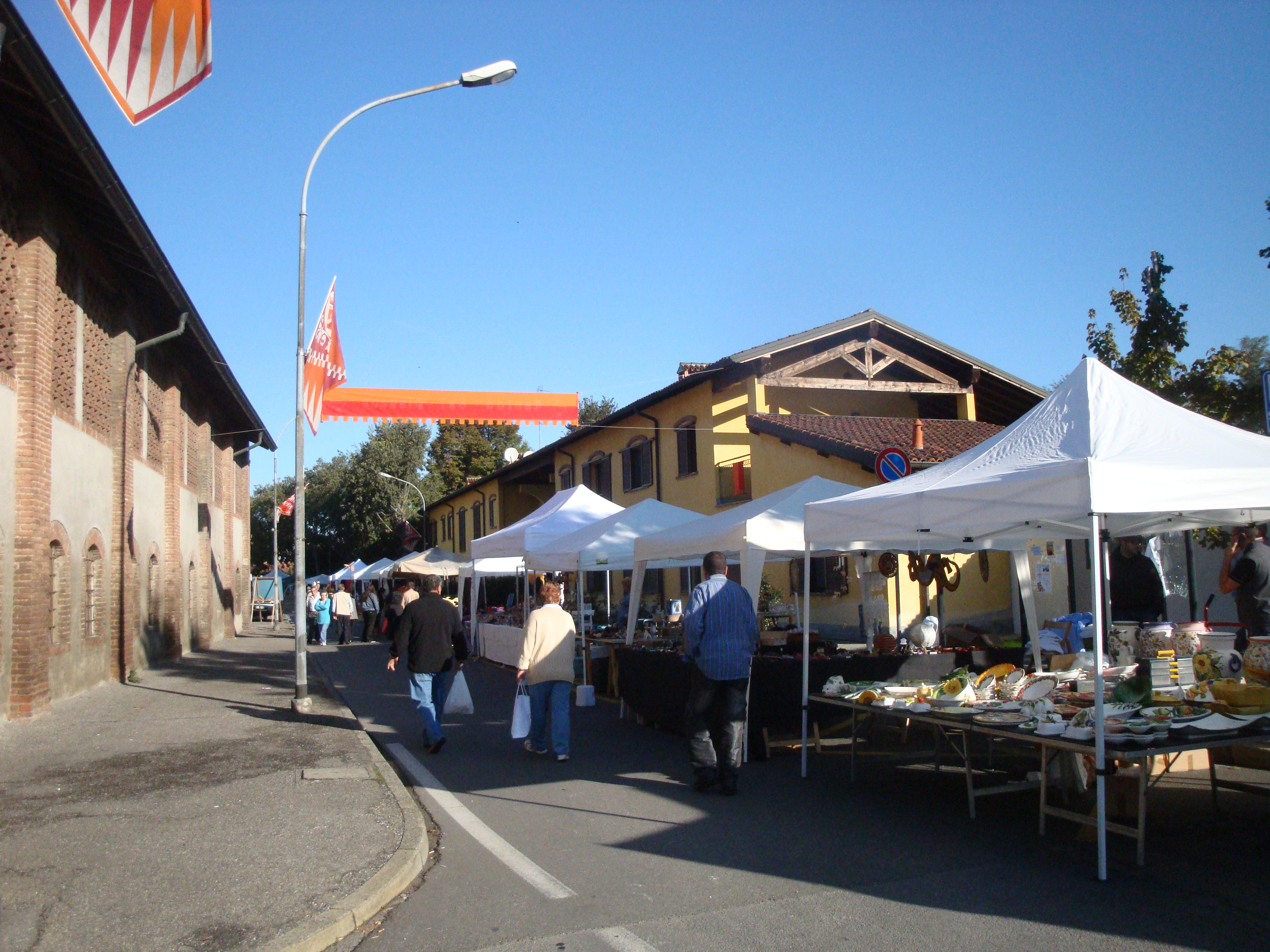
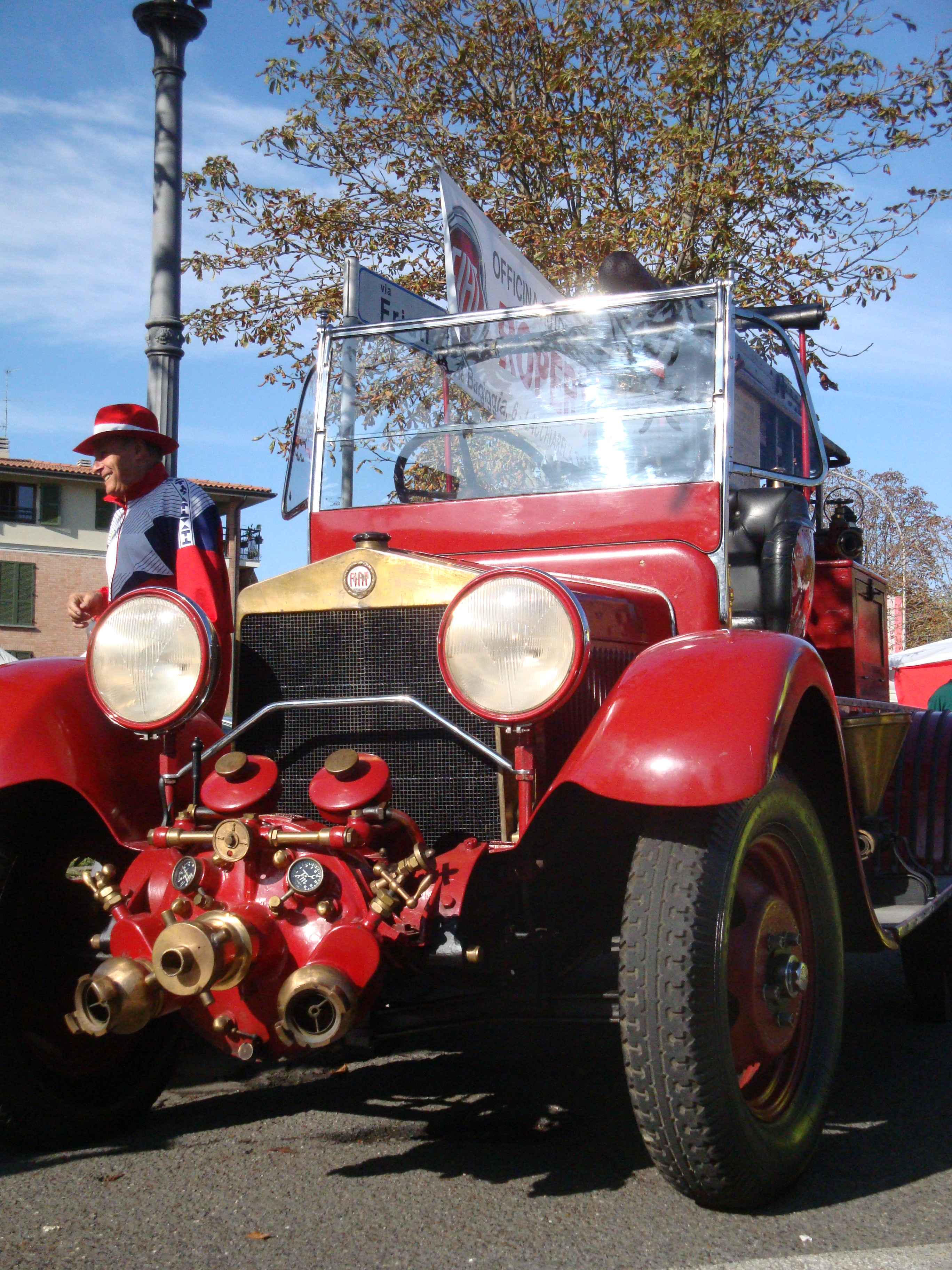